# Fugleflugtslinjen
 For alternative betydninger, se Fugleflugtslinje (flertydig). (Se også artikler, som begynder med Fugleflugtslinje)
Fugleflugtslinjen (tysk: Vogelfluglinie) er navnet på den kombinerede jernbane- og vejforbindelse mellem Tyskland (Hamborgregionen) og Øresundsregionen over Femern Bælt.
Den danske vejdel udgøres af Sydmotorvejen (E47). Den blev færdigudbygget som motorvej i 2007. Jernbanedelen i Danmark udgøres af Sydbanen.

## Historie
Allerede den 4. juni 1863 fremsatte den 37 årige kongelige danske bygmester, civilingeniør G.V.A. Kröhnke fra Glückstadt i Holsten et meget realistisk projekt for en jernbane og vejforbindelse fra København til Hamborg via Rødby. Planen indebar udbygning af veje og jernbaner på Sjælland, Falster og Lolland, anlæggelse af en færgehavn ved Rødby og på Femern, en dæmningsforbindelse over Femernsund og en udbygning af vej og jernbaneforbindelsen gennem Wagrien videre til Hamborg.
I 1866 fik Kröhnke koncession af den danske regering til at etablere en færgehavn ved Syltholm nær Rødby og en tilsluttende jernbaneforbindelse.
Imidlertid gik arbejdet i stå og først i 1920'erne tog De tyske Rigsbaner og DSB Kröhnkes planer om en jernbanefærgeforbindelse over Femern Bælt mellem Rødby og Puttgarden op igen. I planerne indgik bl.a. en broforbindelse over Femernsund.
I 1940 genfremsatte tyskerne forslaget og ved "Lov om Anlæg af en Motorvej fra Rødby Havn til Storstrømsbroen, herunder Bygning af en Bro over Guldborg Sund" blev vejdelen af anlægget vedtaget.
Arbejdet på den danske side blev påbegyndt den 14. september 1941 med Teknisk Central som bygherre og Monberg & Thorsen som hovedentreprenør, men i 1946 gik arbejdet i stå. Da arbejdet stoppede, var der udført jordarbejde på 10,5 km motorvej fra Rødbyhavn til Majbølle og på 14 km jernbane.
I 1955 blev Tyskland og Danmark enige om at oprette en færgelinje mellem Rødby og Puttgarden, og så kom der endelig skred i udviklingen, og 14. maj 1963 blev jernbane- og færgeforbindelsen indviet af Kong Frederik den 9. og den tyske forbundspræsident Heinrich Lübke.
Den 14. december 2019 klokken 20.02 kørte det sidste tog fra DSB og Deutsche Bahn i land i Rødbyhavn, og derved sluttede æraen for danske Jernbanefærger. Togene mellem Hamborg og København vil, indtil Femern Bæltforbindelsen åbner, køre via Fyn og Jylland over Storebæltsbroen. Ændringen skyldes de kommende års mange sporarbejder på Sydbanen og opgraderinger af banen i Sydjylland med dobbeltspor og højere hastighed. Omvejen via Storebælt, Fyn og Jylland er cirka 160 km. længere, men cirka 17 minutter hurtigere. Af samme årsag har de interskandinaviske godstog siden Storebæltsforbindelsen åbnede i 1997 kørt via Storebælt. Når Femernforbindelsen åbner, skal 1/3-del af disse godstog igen køre via Fugleflugtslinjen, og når Tyskland har opgraderet deres del af jernbanen, senest 7 år senere, er det meningen alle interskandinaviske godstog igen skal køre via Fugleflugtslinjen.

## Galleri
- Femernsundbroen – den sydligste bro på Fugleflugtslinjen, indviet i 1963
- Færgelejet i Puttgarden
- Guldborgbroen ved Guldborg, indviet 1934
- Frederik d. 9's Bro ved Nykøbing Falster, indviet 1963
- Storstrømsbroen, indviet i 1937
- Den sydlige Farøbro, indviet i 1985